# Сорокаєво
Сорока́єво (рос. Сорокаево, марій. Лапсола) — присілок у складі Кілемарського району Марій Ел, Росія. Входить до складу Ардинського сільського поселення.

## Населення
Населення — 25 осіб (2010; 26 у 2002).
Національний склад (станом на 2002 рік):
- марі — 92 %